# Wilhelm Lieser
Wilhelm Lieser (* 27. November 1875 in Wiesbaden-Sonnenberg; † 14. Januar 1926 ebenda) war ein deutscher Redakteur, Gewerkschafter und  Abgeordneter des Provinziallandtages der Provinz Hessen-Nassau.

## Leben
Wilhelm Lieser erlernte den Beruf des Schuhmachers und wurde Mitglied der „Gewerkschaft der Schuhmacher und verwandter Gewerbe“, deren Vorsitzender des Kreisverbandes
Wiesbaden-Biebrich-Rheingau er in den Jahren von 1902 bis 1908 war. Er betätigte sich politisch, trat der SPD bei und war von 1906 bis 1912 Gemeinderatsmitglied im Wiesbadener Vorort Sonnenberg.
Ab 1907 war Lieser Berichterstatter für die Frankfurter sozialdemokratische Tageszeitung Volksstimme.
Nach dem Ersten Weltkrieg wurde er Stadtverordneter in Wiesbaden. In diesem Amt blieb er bis zu seinem Tod.
Als Leiter des Arbeitersekretariats Wiesbaden oblag ihm die arbeitsrechtliche Beratung der Gewerkschaftsmitglieder.
Von 1920 an hatte er ein Mandat für den Nassauischen Kommunallandtag des preußischen Regierungsbezirks Wiesbaden bzw. den  Provinziallandtag der Provinz Hessen-Nassau, wo er Mitglied des Beamten- und des sozialpolitischen Ausschusses war.
Bei den Landtagswahlen im Jahre 1921 wurde er zum Stellvertreter von Otto Witte bestimmt. Er war bis 1925 in dem Parlament, wo er Mitglied des Bezirksausschusses war.
1925 kandidierte er erfolgreich für den Landtag, verstarb jedoch kurz vor Eröffnung des Kommunallandtages.